# 팔라 황제
팔라 왕조는 중세 인도 불교 왕조로, 서기 750년 고팔라 1세에 의해 개창되어 1161년까지 지속된 왕조이다. 팔라 황제는 비문에서 알려진 가우데스와르라는 칭호를 사용했다.

## 목록
R.D. 바네르지, B.C. 센, R.C. 마줌다르, 아툴 로이, 니하란잔 로이, D.C. 시카르 등 초기 역사가들은 일부 팔라 황제의 존재를 알지 못했는데, 이는 그 횡제들의 비문이 발견되지 않았기 때문이다. G. 라하(2017)는 최신 비문 발견과 전임자들의 비교 연구를 바탕으로 팔라 황제의 연대기와 족보를 재구성했다.
| 대수 | 이름              | 칭호                                                                            | 재위            |
| ---- | ----------------- | ------------------------------------------------------------------------------- | --------------- |
| 1    | 고팔라 1세        | 마하라자디라자                                                                  | 750년 ~ 768년   |
| 2    | 다르마팔라        | 스리만 파라메스바라 파라마바타라카 마하라자디라자                               | 768년 ~ 800년   |
| 3    | 데바팔라          | 스리만 파라마사우가타 파라메스바라 파라마바타라카 마하라자디라자                | 800년 ~ 839년   |
| 4    | 마헨드라팔라      | 파라마사우가타 파라메스바라 파라마바타라카 마하라자디라자                       | 839년 ~ 854년   |
| 5    | 슈라팔라 1세      | 가우데스와르                                                                    | 854년 ~ 866년   |
| 6    | 고팔라 2세        | 가우데스와르                                                                    | 866년 ~ 870년   |
| 7    | 비그라하팔라 1세  | 가우데스와르                                                                    | 870년 ~ 871년   |
| 8    | 나라야나팔라      | 가우데스와르                                                                    | 871년 ~ 925년   |
| 9    | 라지야팔라        | 가우데스와르                                                                    | 925년 ~ 962년   |
| 10   | 고팔라 3세        | 가우데스와르                                                                    | 962년 ~ 973년   |
| 11   | 비그라하팔라 2세  | 가우데스와르                                                                    | 973년 ~ 978년   |
| 12   | 마히팔라 1세      | 스리만 파라마사우가타 파라메스바라 파라마바타라카 마하라자디라자 프라바르다마나 | 978년 ~ 1026년  |
| 13   | 나야팔라          | 가우데스와르                                                                    | 1026년 ~ 1041년 |
| 14   | 비그라하팔라 3세  | 가우데스와르                                                                    | 1041년 ~ 1067년 |
| 15   | 마히팔라 2세      | 가우데스와르                                                                    | 1067년 ~ 1068년 |
| 16   | 슈라팔라 2세      | 가우데스와르                                                                    | 1068년 ~ 1069년 |
| 17   | 라마팔라          | 가우데스와르                                                                    | 1069년 ~ 1122년 |
| 18   | 쿠마라팔라        | 가우데스와르                                                                    | 1122년 ~ 1124년 |
| 19   | 고팔라 4세        | 가우데스와르                                                                    | 1124년 ~ 1139년 |
| 20   | 마다나팔라        | 가우데스와르                                                                    | 1139년 ~ 1161년 |
| 21   | 고빈다팔라        | 가우데스와르                                                                    | 1161년 ~ 1165년 |
| 22   | 팔라팔라 (비정통) | 가우데스와르                                                                    | 1165년 ~ 1200년 |